# Ricky Craven
Ricky Craven (Newburgh (Maine), 24 mei 1966) is een Amerikaans autocoureur. Hij won races in de drie Amerikaanse NASCAR-kampioenschappen. Momenteel werkt hij als sportjournalist en analist bij de Amerikaanse sportzender ESPN.

## Carrière

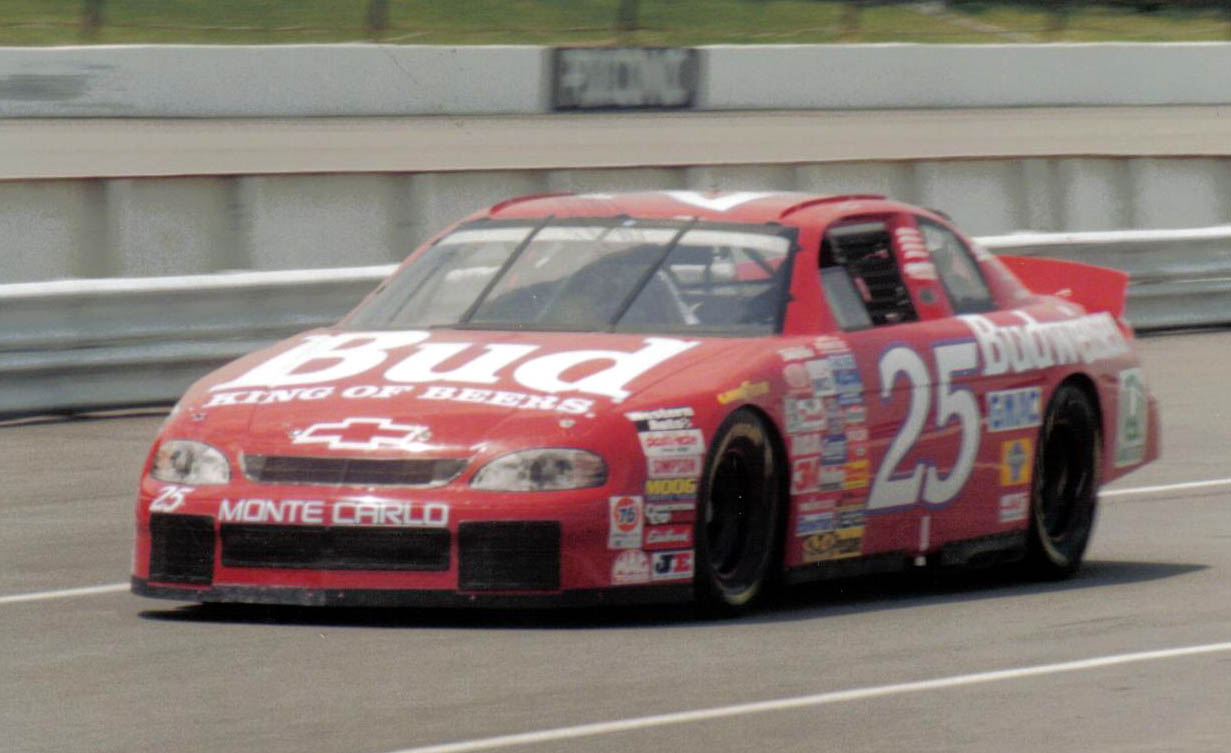
Cravens raceauto uit 1997

Craven debuteerde in de Busch Series in 1986. Hij won tussen 1991 en 1994 vier races in deze raceklasse en werd in 1993 en 1994 vicekampioen. In 1991 debuteerde hij in de Winston Cup, de hoofdklasse in de NASCAR en ging er in 1995 fulltime aan de slag. In 2001 won hij de Old Dominion 500 op de Martinsville Speedway. Zijn tweede en laatste overwinning in de Winston Cup behaalde hij in 2003 tijdens de Carolina Dodge Dealers 400 op de Darlington Raceway. Hij won met 0,002 seconden voorsprong op Kurt Busch, het kleinste verschil ooit opgemeten in de NASCAR Sprint Cup. In 2005 werd hij de vijftiende coureur die races kon winnen uit de drie verschillende kampioenschappen toen hij een race op de Martinsville Speedway won uit de Camping World Truck Series. Hij won de trofee rookie of the year in de Busch Series in 1992 en in de Winston Cup in 1995.

## Resultaten in de NASCAR Winston Cup
Winston Cup resultaten (aantal gereden races, polepositions, gewonnen races en positie in het kampioenschap)
| Jaar | Races | Polepositions | Overwinningen | Kampioenschap |
| ---- | ----- | ------------- | ------------- | ------------- |
| 1991 | 1     | 0             | 0             | 82e           |
| 1995 | 31    | 0             | 0             | 24e           |
| 1996 | 31    | 2             | 0             | 20e           |
| 1997 | 30    | 0             | 0             | 19e           |
| 1998 | 11    | 1             | 0             | 46e           |
| 1999 | 24    | 0             | 0             | 41e           |
| 2000 | 16    | 0             | 0             | 44e           |
| 2001 | 36    | 1             | 1             | 21e           |
| 2002 | 36    | 2             | 0             | 15e           |
| 2003 | 36    | 0             | 1             | 27e           |
| 2004 | 26    | 0             | 0             | 34e           |